# NGC 2545
NGC 2545 est une galaxie spirale barrée située dans la constellation du Cancer. NGC 2545 a été découverte par l'astronome germano-britannique William Herschel en 1787.

## Caractéristiques
Sa vitesse par rapport au fond diffus cosmologique est de 3 613 ± 16 km/s, ce qui correspond à une distance de Hubble de 53,3 ± 3,7 Mpc (∼174 millions d'al).
À ce jour, une quinzaine de mesures non basées sur le décalage vers le rouge (redshift) donnent une distance de 48,740 ± 13,582 Mpc (∼159 millions d'al), ce qui est à l'intérieur des valeurs de la distance de Hubble. Notons cependant que c'est avec la valeur moyenne des mesures indépendantes, lorsqu'elles existent, que la base de données NASA/IPAC calcule le diamètre d'une galaxie et qu'en conséquence le diamètre de NGC 2545 pourrait être d'environ 38,7 kpc (∼126 000 al) si on utilisait la distance de Hubble pour le calculer. 
La classe de luminosité de NGC 2545 est I-II et elle présente une large raie HI. C'est aussi une galaxie LINER, c'est-à-dire une galaxie dont le noyau présente un spectre d'émission caractérisé par de larges raies d'atomes faiblement ionisés. Selon la base de données Simbad, NGC 2545 est une galaxie à noyau actif.

## Supernova
La supernova SN 2008hn a été découverte dans NGC 2545 le 25 novembre 2008 par A. Narla, P. Thrasher, W. Li, S. B. Cenko, et A. V.  Filippenko de l'université de Californie à Berkeley dans le cadre du programme LOSS (Lick Observatory Supernova Search) de l'observatoire Lick. Cette supernova était de type Ic.

## Groupe de NGC 2545
NGC 2545 est la plus brillante galaxie d'un groupe d'au moins 5 galaxies qui porte son nom. Les autres galaxies du groupe de NGC 2545 sont NGC 2565, UGC 4308, CGCG 119-44 et CGCG 119-56.